# Parapsyllus nestoris
Parapsyllus nestoris är en loppart som beskrevs av Smit 1965. Parapsyllus nestoris ingår i släktet Parapsyllus och familjen Rhopalopsyllidae.

## Underarter
Arten delas in i följande underarter:
- P. n. nestoris
- P. n. antichthones